# 長谷川孝士
長谷川 孝士（はせがわ たかし、1926年（大正15年）2月6日 - 2011年（平成23年）11月3日）は、国語教育学者、国文学者、愛媛大学名誉教授。

## 経歴
広島県生まれ。広島文理大学文学部卒業、広島大学附属高等学校教諭、1966年愛媛大学教育学部教授、1991年定年退官、名誉教授、兵庫教育大学教授、松山東雲女子大学教授、1996年 - 2002年松山市立子規記念博物館館長。
2011年11月3日、肺癌のため死去。

## 著書
- 『豊かな国語教室 原理・方法の探究』右文書院、教え方叢書、1975
- 『正岡子規 人とその表現』三省堂、松山子規会叢書、1980
- 『ひびきあう国語教室の創造』三省堂、国語教育叢書、1986
- 『続・豊かな国語教室 (国語科教育論)』右文書院、教え方叢書、1986
- 『表現に生きる正岡子規』新樹社、2007

### 共編著
- 『中学校古典の授業 全国実践事例』編著、右文書院、教え方双書 別巻、1973
- 『中学校文学の授業 全国実践事例』望月久貴共編著、右文書院、教え方双書 中学校の授業叢書、1975
- 『中学校論説・説明文の授業 全国実践事例』望月久貴共編著、右文書院、教え方双書 中学校の授業叢書、1975
- 『斎藤茂吉歌集 赤光・あらたま・暁紅総索引』編、清文堂出版、1980
- 『初等教育国語科教育の研究』森本正一共編著、建帛社、1980
- 『小学校説明文教材指導実践事典』藤原宏共編著、教育出版、1984
- 『表現学大系 総論篇 第3巻、表現学と国語教育』編 教育出版センター、1991

## 記念論集
- 『言語表現の研究と教育 長谷川孝士教授退官記念論文集』三省堂、1991

## 栄典
- 2004年4月 瑞宝中綬章受章[3]

## 参考
- 『表現に生きる正岡子規』著者紹介